# AstaZero
AstaZero ist ein schwedisches Testgelände für Straßenfahrzeuge in der Nähe von Borås, circa 45 km östlich von Göteborg. Betreiber sind das SP Technical Research Institute of Sweden und die Technische Hochschule Chalmers. Der Name AstaZero leitet sich ab von Active Safety Test Area (Testgelände für aktive Sicherheit) und von Zero, was sich auf die schwedische Initiative Vision Zero bezieht, welche die Anzahl von Toten und Schwerverletzten im Straßenverkehr auf Null zu reduzieren versucht.
AstaZero wurde 2014 eröffnet und ist vor allem für die Erforschung und Erprobung von aktiven Sicherheitssystemen und Fahrerassistenzsystemen gedacht. Das Gelände ist an keinen Fahrzeughersteller gebunden und kann von allen interessierten Unternehmen genutzt werden.
Direkt neben AstaZero befindet sich das Testgelände Hällered Proving Ground von Volvo.

## Ausstattung
Auf etwa 200 Hektar Fläche sind verschiedene Testumgebungen vorhanden:
- Landstraße (Rural road): 5,7 Kilometer langer ovaler Rundkurs
- Stadtgebiet (City Area): nachgebildetes Stadtzentrum mit unterschiedlichen Straßen, Kreuzungen, Bushaltestellen und Fußwegen
- Hochgeschwindigkeitsbereich (High Speed Area): Freifläche mit 240 Meter Durchmesser und zwei 1 Kilometer lange Beschleunigungsstreifen
- Mehrspuriger Bereich (Multilane road): 700 Meter langer 4-spuriger Bereich
- Erprobungszentrum (Proving Ground Center): unterschiedliche Garagen mit Ausrüstung und ebene Kalibrierungs-Fläche

Zur Ausstattung gehören auch Unterstützung von Vehicle-to-Vehicle- und Vehicle-to-Infrastructure-Kommunikation, eine DGPS-Referenzstation sowie Mobilfunk- und WLAN-Abdeckung auf dem gesamten Testgelände. Des Weiteren gibt es unterschiedliche Verkehrshindernisse, die automatisiert gesteuert werden können. Für die Zukunft geplant sind Anlagen, um verschiedene Wettersituationen (unter anderem Nebel und Regen) zu erzeugen.